# Will Heard
Will Heard (Londen, 26 april 1991) is een Brits zanger.

## Carrière

### 2013-heden
In 2013 zong hij de vocals in voor Sonnentanz van Klangkarussell. In 2015 werkte hij samen met Rudimental en Kygo voor de singles Rumour Mill, Nothing Left en I Will For Love.
In 2016 werkte hij samen met Dillon Francis voor de single Anywhere.

## Discografie
| Single met hitnotering(en) in de Vlaamse Ultratop 50 | Datum van verschijnen | Datum van binnenkomst | Hoogste positie | Aantal weken | Opmerkingen                 |
| ---------------------------------------------------- | --------------------- | --------------------- | --------------- | ------------ | --------------------------- |
| Rumour Mill                                          | 2015                  | 25-07-2015            | tip13           |              | met Rudimental & Anne-Marie |
| I Will For Love                                      | 2015                  | 15-08-2015            | tip23           |              | met Rudimental              |
| Nothing Left                                         | 2015                  | 15-08-2015            | tip10           |              | met Kygo                    |